# 이경석 궤장 및 사궤장 연회도 화첩
이경석 궤장 및 사궤장 연회도 화첩(李景奭 几杖 및 賜几杖 宴會圖 畵帖)은 대한민국 경기도 용인시 기흥구 경기도박물관에 있는 조선시대의 유물이다. 1985년 6월 28일 경기도의 유형문화재 제123호로 지정되었다가, 1987년 12월 26일 대한민국의 보물 제930호로 승격되었다.

## 개요
조선 시대에는 70세가 넘는 신하에게 공경의 뜻으로 나라에서 지팡이 <장 (杖)>와 의자 <궤 (几)>와 가마 등을 주는 풍습이 있었는데, 그에 따라 왕이 내린 물품이다. 1668년(현종 9년) 11월 왕이 당시 원로대신이었던 이경석(李景奭)에게 공경의 뜻으로 내린 궤 1점과 장 4점 그리고 이를 받는 장면을 그린 그림 1점 등 총 6점의 유물이다. 
① 궤: 높이 93cm, 폭 77.4cm로 앉을 때만 펴고 평상시에는 접어둘 수 있게 만든 의자이다. 앉는 곳에는 단단한 노끈을 X자로 엮어 접어두기 편하게 만들었다. 뒤에 몸을 기대는 부분은 괴목으로 가운데 구멍을 뚫었고 등받이 표면을 자작나무의 껍질로 싼 점이 특이하다.
② 지팡이: 길이 189.5cm의 새 머리가 조각되어 있는 지팡이와 149.5cm의 칼이 들어있는 지팡이 그리고 총 길이가 141cm인 삽 모양의 지팡이 2점 등 총 4점이다. 먼저 조두형(鳥頭形) 지팡이 끝 부분에는 오리로 생각되는 새 머리를 조각해 끼웠고 2곳에 국화꽃의 장식을 단 고리가 있다. 몸통 부분은 직선이고 반대쪽엔 작은 삽이 달려 있는 것이 특징으로 나무의 질은 알 수 없으나 매우 가볍고 연하다. 칼이 들어 있는 지팡이의 겉모습은 지팡이 모양이지만 안은 칼이 부착되어 나무로 만든 손잡이 부분을 빼면 칼의 모습이다. 칼날의 길이가 60cm로 손잡이를 포함하면 총 길이가 80.4cm이다. 끝 부분에는 무쇠 삽이 달려있다. 이 외 2개의 지팡이는 삽 모양으로, 하나는 여름용이고 다른 하나는 겨울 외출용으로 보인다. 긴 막대 끝의 삽 모양과 뾰족한 부분이 무쇠로 되어 있다.
③ 화첩: 궤장을 내릴 때에는 반드시 잔치를 열었는데 의정부의 동서반을 비롯한 대신들을 참석하게 하고 예문관이 작성한 교서를 낭독하게 하였다. 이 그림은 바로 이런 장면들을 3부분으로 나누어 그린 것이다. <지병궤장도>는 임금이 내리는 궤장을 맞아들이는 장면, <선독교서도>는 임금이 내린 교서를 낭독하는 장면, <내외선온도>는 궁중에서 보낸 악사와 무희들이 연주하고 춤추는 장면이 묘사되어 있다.
벼슬이 정승까지 올랐어도 70세까지 수를 누린다는 것은 드문 일로 그에 따라 임금이 내린 이 물품은 매우 귀중한 유물이다. 궤장은 조선 중기 국가에서 운영하던 공전에서 제작된 것으로 그 당시 제작 규정과 양식을 알 수 있는 대표적인 조선 시대 공예품이며『연회도첩』은 당시 풍속도로 회화적 가치가 큰 작품이다.

## 참고 자료
- 이경석 궤장 및 사궤장 연회도 화첩 - 국가유산청 국가유산포털